# Graphania argentaria
Graphania argentaria är en fjärilsart som beskrevs av Howes. 1944. Graphania argentaria ingår i släktet Graphania och familjen nattflyn. Inga underarter finns listade i Catalogue of Life.